# Sojuz TMA-21
Sojuz TMA-21 "Jurij Gagarin" – misja Sojuza, który wyniósł na Międzynarodową Stację Kosmiczną (ISS) 27 stałą załogę stacji. Jest to 109 misja statku kosmicznego Sojuz od rozpoczęcia programu w 1967 r.
Początkowo start był zaplanowany na 30 marca 2011. 14 marca, z powodu awarii kondensatorów systemu łączności Kwant-W, start przełożono i miał on miejsce 4 kwietnia (5 kwietnia według czasu moskiewskiego).

## Załoga

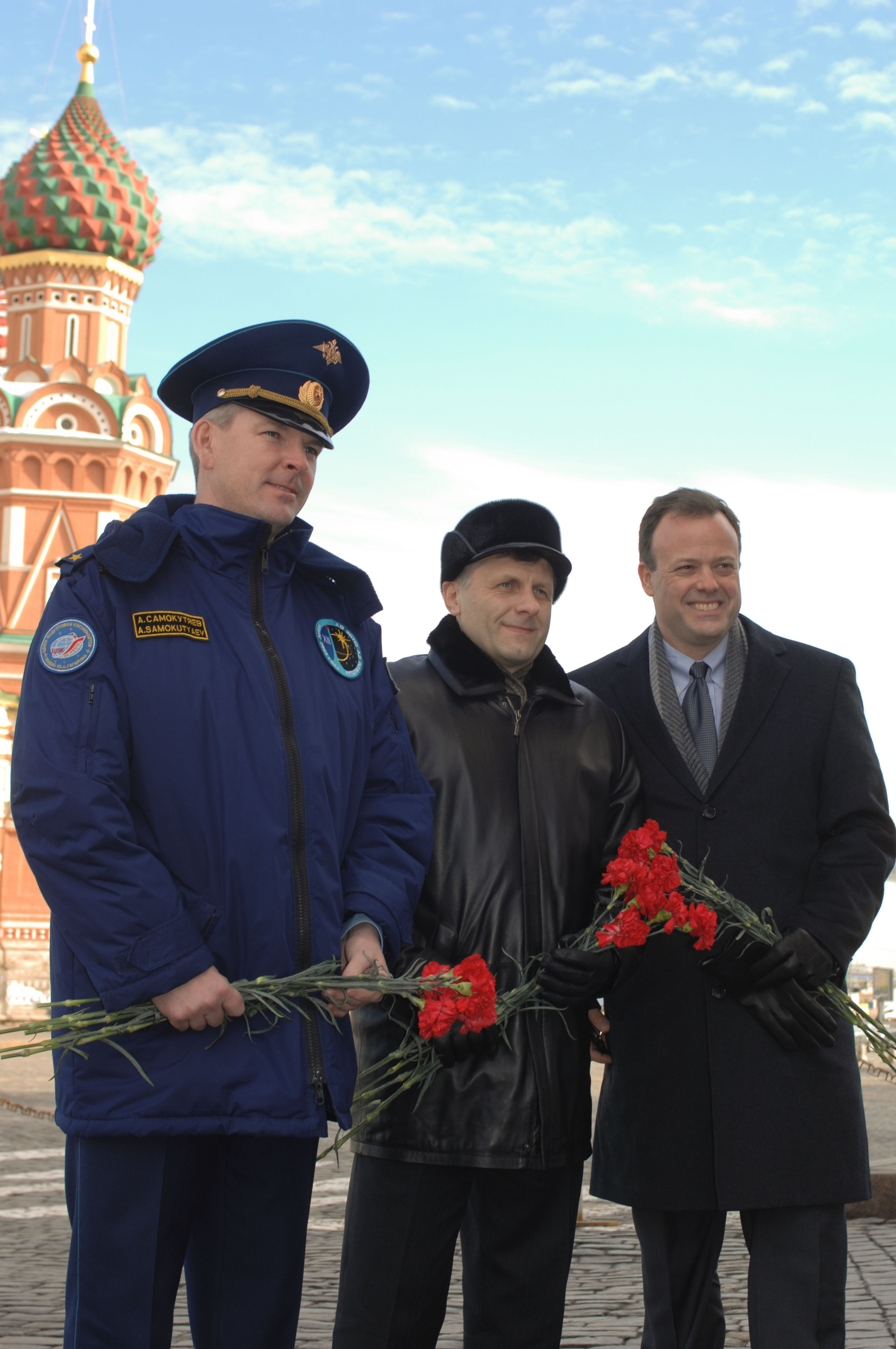
Załoga Sojuza TMA-21 podczas wizyty na Kremlu 11 marca 2011 r.

### Podstawowa
- Aleksandr Samokutiajew (1) – dowódca (Rosja)
- Andriej Borisenko (1) – inżynier pokładowy (Rosja)
- Ronald Garan (2) – inżynier pokładowy (USA)

### Rezerwowa
- Anton Szkaplerow (1) – dowódca (Rosja)
- Anatolij Iwaniszyn (1) – inżynier pokładowy (Rosja)
- Daniel Burbank (3) – inżynier pokładowy (USA)

## Emblemat
W grudniu 2010 r. szef rosyjskiej Federalnej Agencji Kosmicznej Anatolij Perminow zatwierdził poprawki do emblematu misji Sojuz TMA-21. Został on zaprojektowany na podstawie rysunku 12- letniego Marciela Kayle Santos z Gujany Francuskiej. Emblemat ma kształt statku Wostok, zaś na kuli ziemskiej widać szkic twarzy Jurija Gagarina. Nawiązuje to do 50-rocznicy lotu pierwszego człowieka na orbitę.

## Przygotowania

### Trening kosmonautów
Załogi Sojuza TMA-21 przybyły do kosmodromu Bajkonur 9 lutego 2011. 4 i 5 marca załogi zdały egzaminy, zaś 19 marca zostały oficjalnie dopuszczone do lotu.

### Awaria systemu Kvant-V
Podczas przygotowań do zaplanowanego na 30 marca 2011 r. startu Zarząd Techniczny Space Flight System Testing zgłosił awarię systemu Kwant-W. 13 marca, na spotkaniu Roskosmosu podjęto decyzję o przełożeniu startu na nie wcześniej niż 4 kwietnia 2011. Sformowano także grupę roboczą, która miała wyjaśnić przyczynę awarii. Po zakończeniu prac grupy i wymianie uszkodzonego elementu, datę startu ustalono na 5 kwietnia 2011.